# Округ Вали (Небраска)
Округ Вали (енгл. Valley County) је округ у америчкој савезној држави Небраска.

## Демографија
По попису из 2010. године број становника је 4.260, што је 387 (-8,3%) становника мање него 2000. године.
| Група             | 2000.         | 2010.         |
| Белци             | 4.531 (97,5%) | 4.129 (96,9%) |
| Афроамериканци    | 7 (0,2%)      | 6 (0,1%)      |
| Азијати           | 5 (0,1%)      | 13 (0,3%)     |
| Хиспаноамериканци | 75 (1,6%)     | 79 (1,9%)     |
| Укупно            | 4.647         | 4.260         |